# Simonides (cràter)

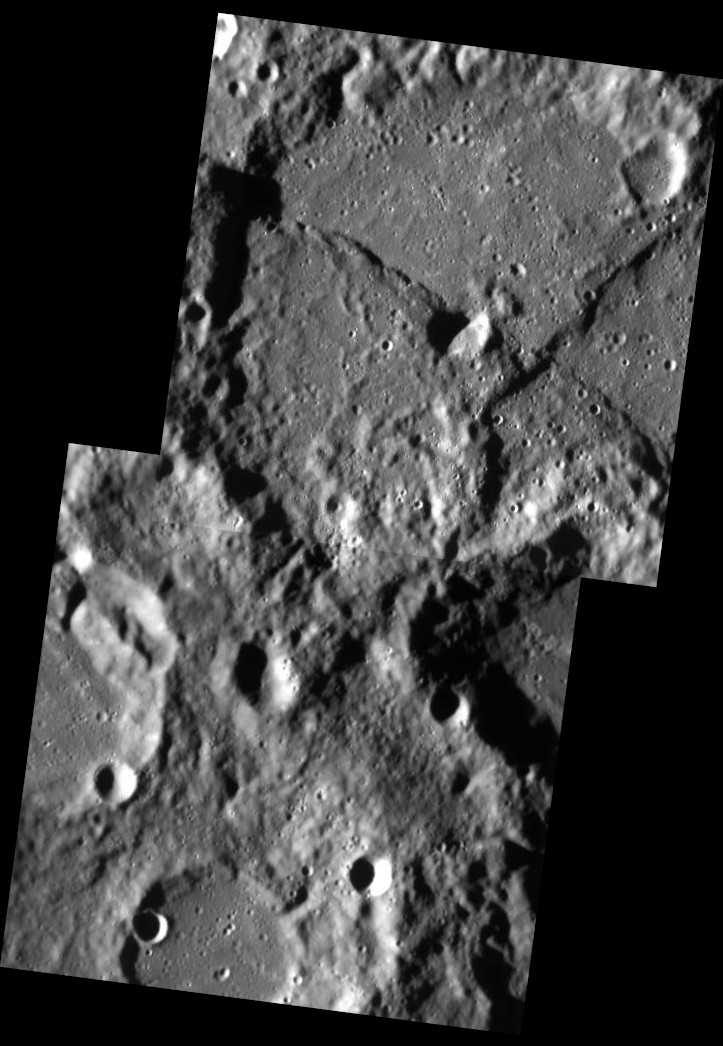
Imatge del cràter Simonides feta per la sonda Messenger.

Simonides és un cràter d'impacte en el planeta Mercuri de 87 km de diàmetre. Porta el nom del poeta de l'antiga Grècia Simònides de Ceos (556-468 aC), i el seu nom va ser aprovat per la Unió Astronòmica Internacional el 1985.